# راسيل سميث (ناشر)
راسيل سميث (بالإنجليزية: Russ Smith)‏ هو ناشر أمريكي، ولد في 1955 في هنتنغتون في الولايات المتحدة.